# New York Post
New York Post är en dagstidning som ges ut i staden New York i delstaten New York i USA. Tidningen grundades 1801 av Alexander Hamilton och ägs av mediekoncernen News Corporation. Redaktionen har sitt säte i 1211 Avenue of the Americas på Manhattan, i samma byggnad finns även redaktionerna för Fox News Channel och The Wall Street Journal. 